# Kraina Rudaw

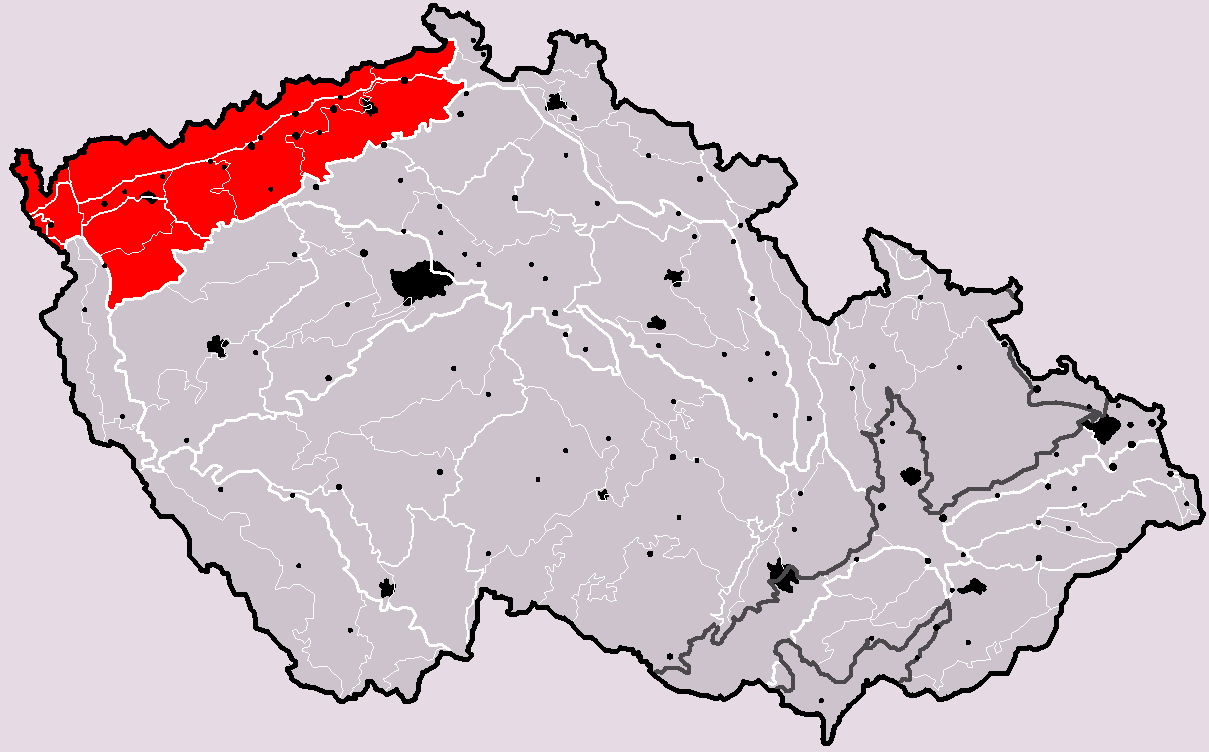
Położenie Krainy Rudaw w Czechach

Kraina Rudaw (czes. Krušnohorské subprovincie) jest częścią Masywu Czeskiego w randze podprowincji. Od północnego wschodu graniczy z Sudetami (Krkonošsko-jesenická subprovincie), od wschodu z Płytą Czeską (Česká tabule), od południa z Nadberounską Wyżyną (Poberounská subprovincie) i Szumawą (Šumavská subprovincie), od zachodu, północnego zachodu i północy z Nordostdeutsches Tiefland.
Najwyższą częścią Krainy Rudaw są Rudawy (czes. Krušné hory, niem. Erzgebirge). Na południowym zachodzie graniczą ze Smreczanami.
Wschodnia część podprowincji zbudowana jest z górnokredowych piaskowców, będących przedłużeniem osadów Płyty Czeskiej, częściowo z trzeciorzędowych skał wulkanicznych Średniogórza Czeskiego.

## Podział
Krušnohorská subprovincie dzieli się na następujące części:
Wyżyna Rudawska (Krušnohorská hornatina)
Smreczany (Smrčiny, Fichtelgebirge)
Ašská vrchovina
Hazlovská pahorkatina
Chebská pahorkatina
Rudawy (Krušné hory, Erzgebirge)
Klínovecká hornatina
Loučenská hornatina
Děčínská vrchovina (Elbsandsteingebirge)
Děčínské stěny
Jetřichovické stěny
Podgórze Rudawskie (Podkrušnohorská oblast)
Chebská pánev
Sokolovská pánev
Mostecká pánev
Žatecká pánev
Chomutovsko-teplická pánev
Doupovské hory
České středohoří
Verneřické středohoří
Milešovské středohoří
Wyżyna Karlowarska (Karlovarská vrchovina)
Slavkovský les
Kynžvartská vrchovina
Hornoslavkovská vrchovina
Bečovská vrchovina
Tepelská vrchovina
Toužimská plošina
Bezdružická vrchovina
Žlutická vrchovina
Vogtland (Fojtsko)
Thüringisch-Fränkisches Mittelgebirge (Durynsko-franské středohoří)
Thüringer Becken mit Randplatten (Durynská pánev)
Po stronie niemieckiej Krušnohorská subprovincie tworzy znaczną część regionu Östliche Mittelgebirge (Východní středohoří).